# George Hodgson
George Ritchie Hodgson (Montreal, 12 oktober 1893 – aldaar, 1 mei 1983) was een Canadees zwemmer.

## Biografie
Hodgens behaalde zijn grootste successen behaalde hij tijdens de Olympische Zomerspelen van 1912 in het Zweedse Stockholm door het winnen van goud op de 400 en 1500 meter vrij.
Acht jaar later strandde hij in de halve finales op de 400 en 1500 meter.
Van 1912 tot en met 1923 was Hodgens wereldrecordhouder op de 1500 meter vrije slag.
Hodgson werd in 1968 opgenomen in de International Swimming Hall of Fame.
Hodgson heeft tijdens zijn leven geen opvolger gekregen als Canadese olympisch kampioen zwemmen. 
1908: Henry Taylor ·
1912: George Hodgson ·
1920: Norman Ross ·
1924: Johnny Weissmuller ·
1928: Alberto Zorrilla ·
1932: Buster Crabbe ·
1936: Jack Medica ·
1948: William Smith ·
1952: Jean Boiteux ·
1956: Murray Rose ·
1960: Murray Rose ·
1964: Don Schollander ·
1968: Mike Burton ·
1972: Brad Cooper ·
1976: Brian Goodell ·
1980: Vladimir Salnikov ·
1984: George DiCarlo ·
1988: Uwe Daßler ·
1992: Jevgeni Sadovy ·
1996: Danyon Loader ·
2000: Ian Thorpe ·
2004: Ian Thorpe ·
2008: Park Tae-hwan ·
2012: Sun Yang ·
2016: Mack Horton ·
2020: Ahmed Hafnaoui ·
2024: Lukas Märtens
1908: Henry Taylor ·
1912: George Hodgson ·
1920: Norman Ross ·
1924: Boy Charlton ·
1928: Arne Borg ·
1932: Kusuo Kitamura ·
1936: Noboru Terada ·
1948: James McLane ·
1952: Ford Konno ·
1956: Murray Rose ·
1960: John Konrads ·
1964: Bob Windle ·
1968: Mike Burton ·
1972: Mike Burton ·
1976: Brian Goodell ·
1980: Vladimir Salnikov ·
1984: Mike O'Brien ·
1988: Vladimir Salnikov ·
1992: Kieren Perkins ·
1996: Kieren Perkins ·
2000: Grant Hackett ·
2004: Grant Hackett ·
2008: Oussama Mellouli ·
2012: Sun Yang ·
2016: Gregorio Paltrinieri  ·
2020: Bobby Finke